# Батаклан
Батаклан (фр. Bataclan) — театр у Парижі, розташований на бульварі Вольтера, 50 в XI окрузі.

## Історія
Батаклан виник як велике кафе-концерт у стилі Шинуазрі, натхненне китайською архітектурою, з кафе і театром на першому поверсі та з великим танцювальним залом над ним.

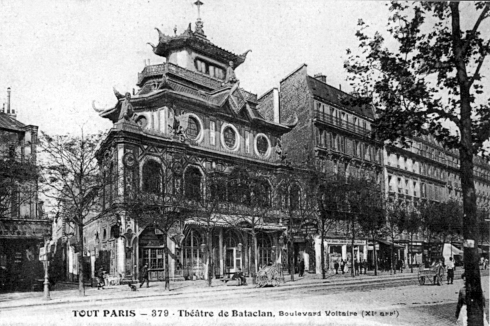
Батаклан з оригінальною пагодою. Фото близько 1900 року.

Відкриття театру відбулося 3 лютого 1865 року, після чого Батаклан багато разів змінював власника. Зокрема, тут розпочинав свою кар'єру і Моріс Шевальє.
У 1926 році зал продали й перетворили на кінотеатр. Згодом оригінальна будівля була частково зруйнована внаслідок пожежі 1933 року.
1950 року відповідно до нових стандартів безпеки Батаклан частково був перебудований, а в 1969 році — закритий.
У 2006-му фасад театру перефарбували в автентичні кольори, які він давно втратив, але оригінальна пагода не була збережена.
Увечері 13 листопада 2015 року, одночасно з рядом інших терористичних атак у Парижі, в Батаклані сталася стрілянина, внаслідок якої приблизно 100 осіб було взято в заручники. Саме тоді там виступала американська рок-група Eagles of Death Metal і в залі був аншлаг. Пізніше поліція увірвалася в театр, загинули щонайменше двоє з нападників, а також понад сто відвідувачів концерту.

## Галерея

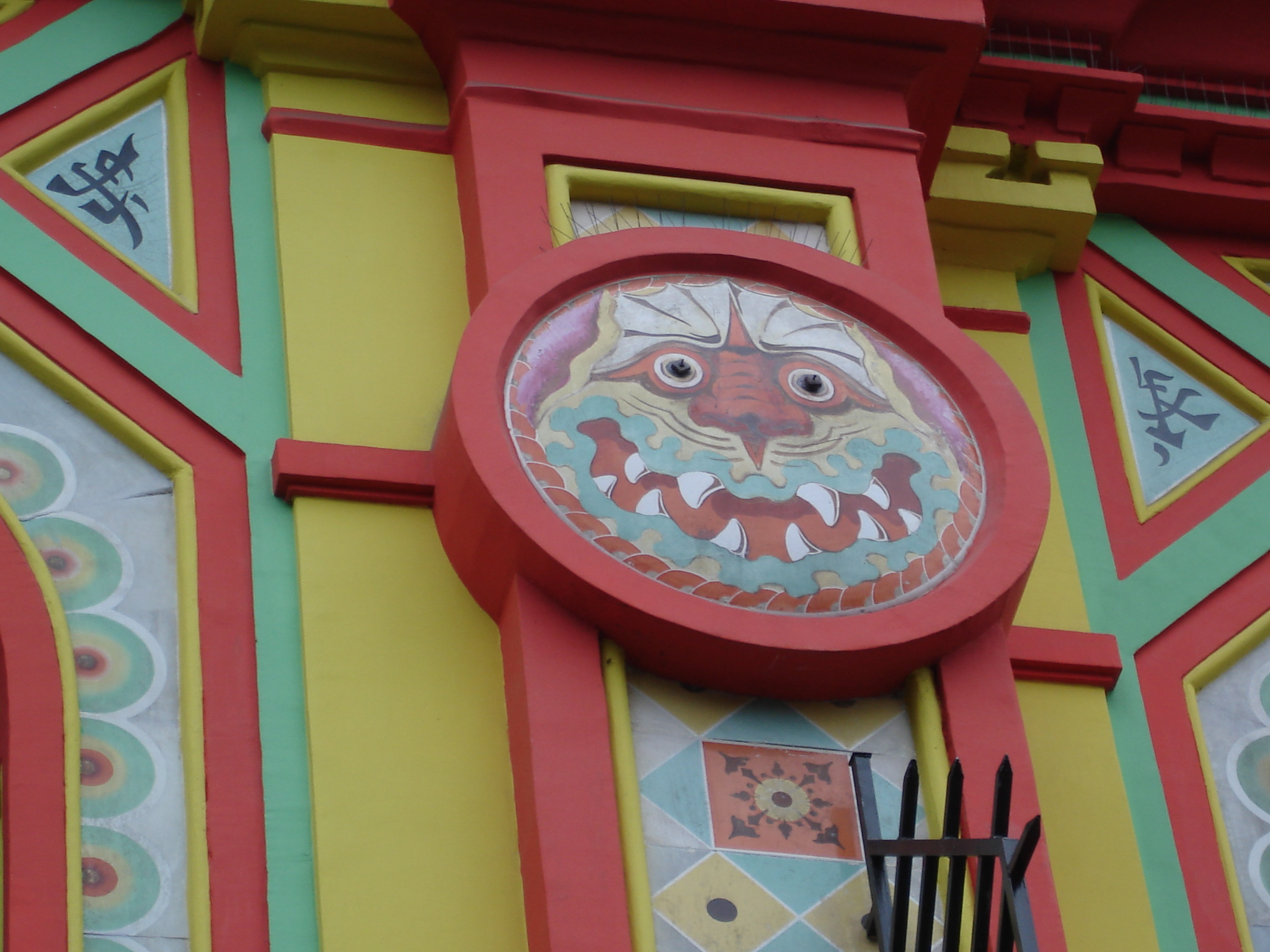
Елемент стіни театру
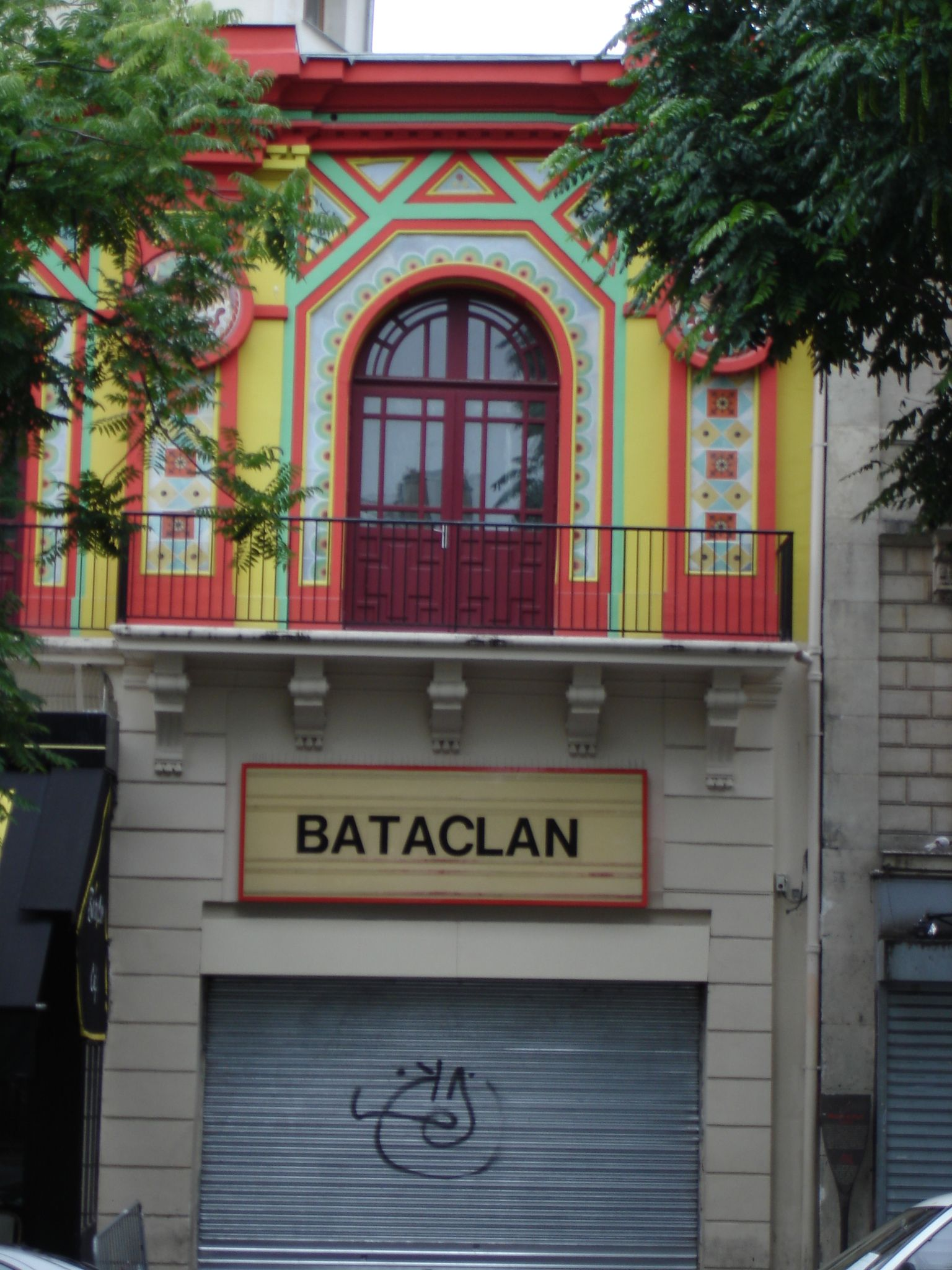
Елемент стіни театру
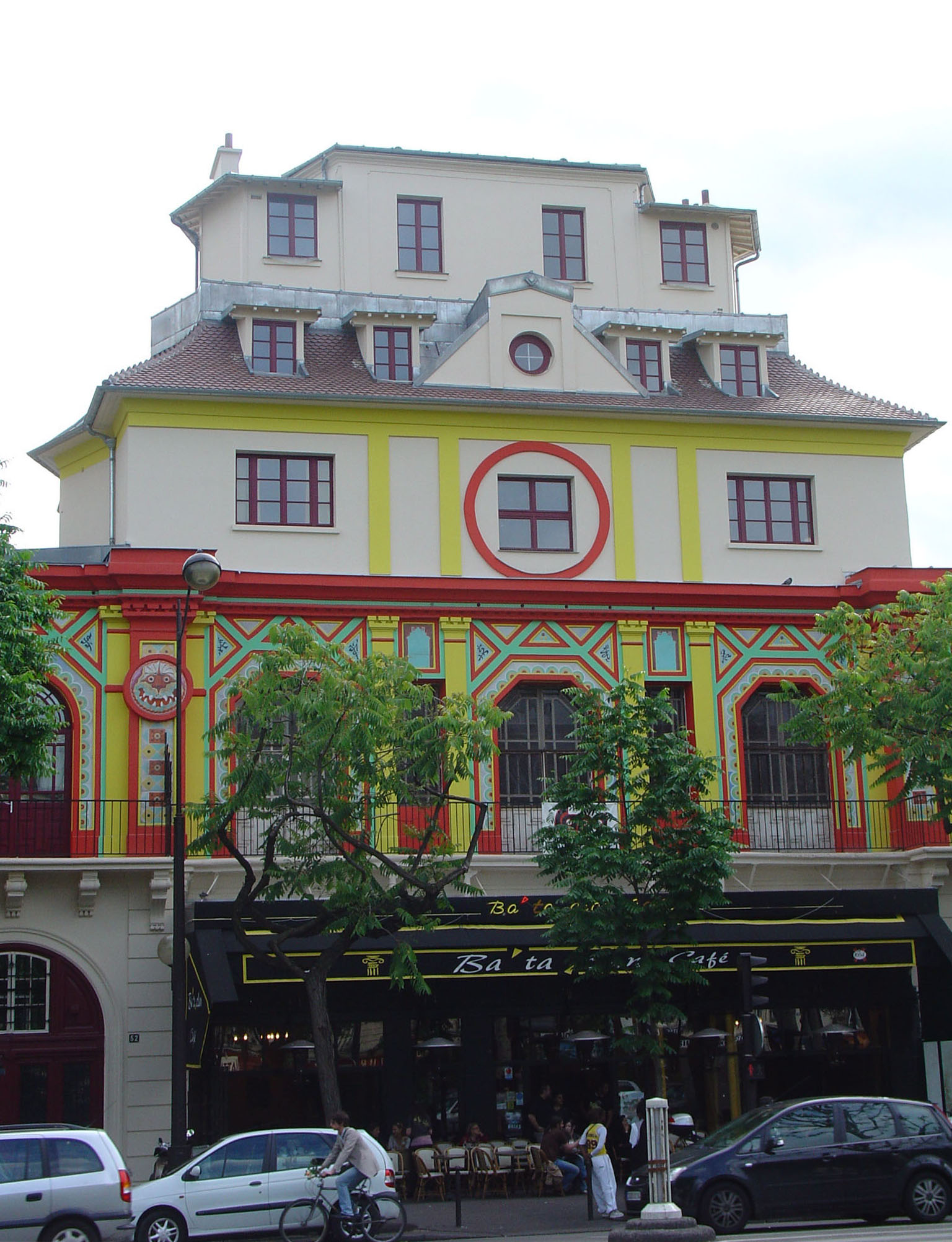
Будівля під час перефарбовування фасаду. 2006 рік.
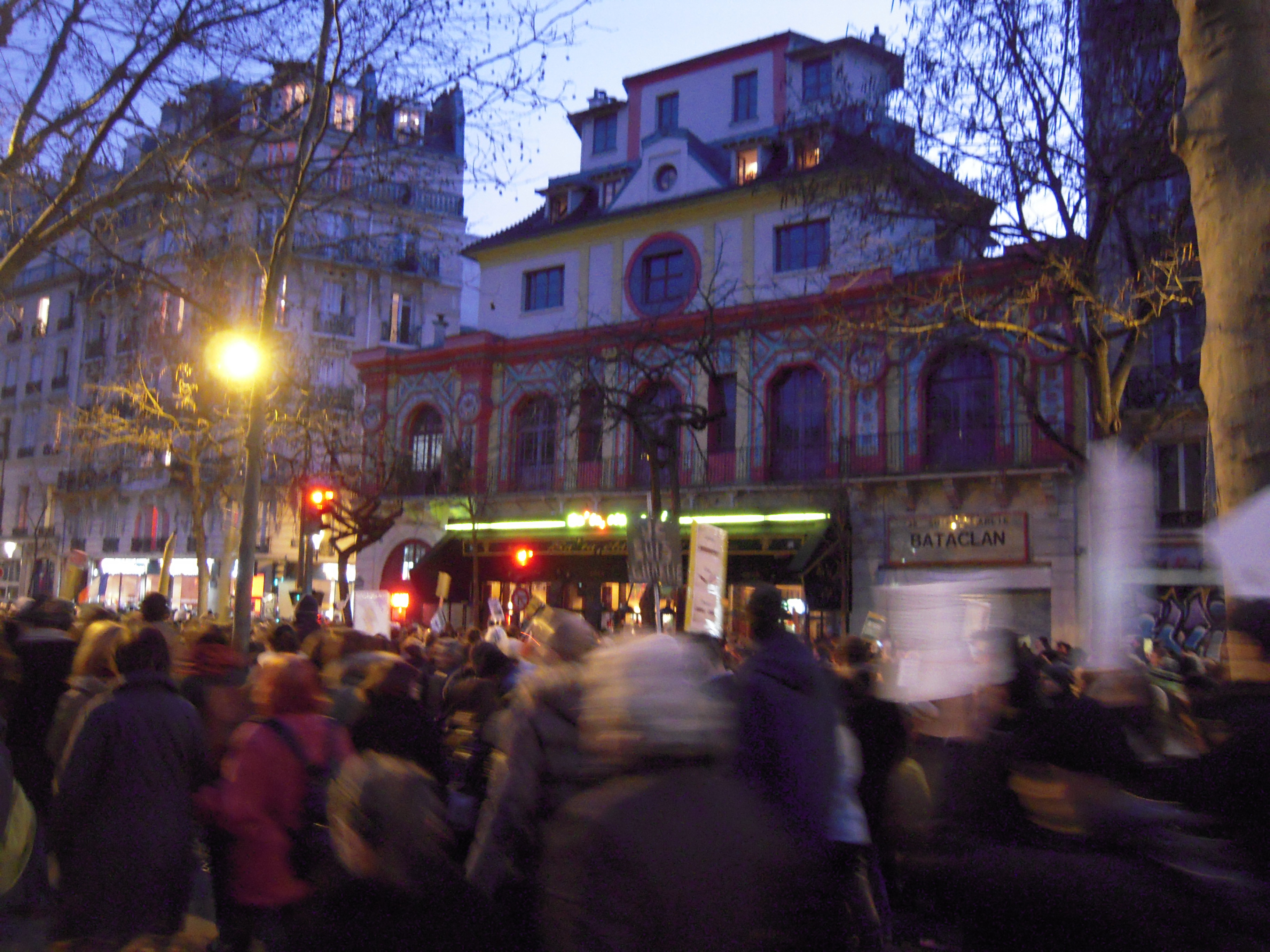
Хода біля театру на підтримку жертв стрілянини у редакції «Charlie Hebdo». 11 січня 2015 року.